# 普里維特涅 (馬林區)
50°49′32″N 29°24′30″E / 50.82556°N 29.40833°E
普里維特涅（烏克蘭語：Привітне），是烏克蘭北部的村莊，隸屬日托米爾州的科羅斯滕區。該村面積0.17平方公里，海拔高度149米，2001年人口28，人口密度每平方公里168.67人。